# Club Necaxa Premier
El Club Necaxa Premier fue un equipo filial, sin derecho a ascenso, del Club Necaxa de la Primera División de México. Participó en el Grupo 1 de la Serie A de la Segunda División de México. Jugó sus partidos de local en el Estadio Victoria.

## Historia
En 2015 se anunció que los 18 equipos de Primera División debían contar con un equipo filial en la Segunda División, para que los jugadores que superen los 20 años de edad y ya no puedan participar en la categoría Sub-20 se mantengan activos. Así, cuando Club Necaxa ascendió a la Primera División de México, fundó su filial de Segunda División llamándola "Club Necaxa Premier".
En mayo de 2019 el equipo fue eliminado por la directiva del Necaxa a la espera del surgimiento de una liga Sub-23 para los equipos participantes de la Liga MX.

## Temporadas
| Apertura 2016 | 3.Segunda Serie A | 10o. Grupo II                  |
| Clausura 2017 | 3.Segunda Serie A | 11o. Grupo II                  |
| Apertura 2017 | 3.Segunda Serie A | 15o. Grupo I                   |
| Clausura 2018 | 3.Segunda Serie A | 2o. Grupo I (Campeón Filiales) |
| 2018/2019     | 3.Segunda Serie A | 7°. Grupo I                    |